# Emiel Lamberts
Emiel Lamberts (Londerzeel, 1 mei 1941) is een Belgisch historicus en emeritus hoogleraar aan de Katholieke Universiteit Leuven.

## Levensloop
Emiel Lamberts werd kandidaat in de rechten en doctor in de geschiedenis aan de KULeuven, met als promotoren Roger Aubert en Lode Wils. Zijn academische carrière begon hij in 1973 als docent. In de jaren 1970 vervulde hij ook een onderwijsopdracht aan de toenmalige Universitaire Faculteiten Sint-Ignatius Antwerpen. In 1980 werd hij gewoon hoogleraar te Leuven. Daarnaast was hij gasthoogleraar aan de Université catholique de Louvain, de Universiteit van Warschau in Polen, de Georgetown-universiteit in de Verenigde Staten, de Universiteit Leiden in Nederland en research fellow aan het Netherlands Institute for Advanced Study (NIAS) in Amsterdam. Hij werd emeritus in 2006.
Aan de Leuvense universiteit nam hij in 1974 het initiatief tot de oprichting van KADOC, het Documentatie- en Onderzoekscentrum voor Religie, Cultuur en Samenleving, een interfacultair instituut waarvan hij gedurende meer dan twintig jaar voorzitter was. Hij was ook de oprichter en jarenlang directeur van het interdisciplinaire Centre for European Studies. Van 1991 tot 1997 was hij decaan van de faculteit Letteren en in die hoedanigheid wierp hij zich op als een fervent verdediger van de 'Universitas'-gedachte’ binnen zijn universiteit. Aan de geschiedenis van deze instelling wijdde hij een aantal wetenschappelijke bijdragen. In 1995 was hij samen met Désiré Collen, Mark Debrock en André Oosterlinck kandidaat bij de rectorverkiezingen, die door Oosterlinck werden gewonnen.

## Publicaties
Lamberts verrichtte vooral onderzoek over de Europese politieke en religieuze geschiedenis van de 19e en 20e eeuw. Zijn publicaties handelen met name over het politiek katholicisme, met speciale aandacht voor de christendemocratie (zie bibliografie). Zijn studie Het gevecht met Leviathan (2011), die meerdere vertalingen kende, handelt over het belang van het maatschappelijk middenveld als tegenmacht tegen de Staat. Dit boek werd in 2012 bekroond met de tweejaarlijkse Arenbergprijs voor Europese Geschiedenis.
Het verzamelwerk Geschiedenis van de Nederlanden, dat hij in 1993 redigeerde met zijn Nederlandse collega Hans Blom beleefde diverse herdrukken en werd ook in het Engels vertaald. De accenten die hij in zijn onderzoek legde komen expliciet aan bod in een 'Festschrift', geredigeerd door Jan De Maeyer en Vincent Viaene: World Views and Wordly Wisdom. Visions et expériences du monde, 1750-2000.
Selectieve bibliografie
- Kerk en liberalisme in het bisdom Gent (1821-1857). Bijdrage tot de studie van het liberaal-katholicisme en het ultramontanisme. Leuven, 1972.
- (red.). De Kruistocht tegen het liberalisme. Facetten van het ultramontanisme in België in de 19e eeuw. Leuven, 1984.
- & J. Lory (red.). 1884: Un tournant politique en Belgique. De machtswisseling van 1884 in België. Brussel, 1986.
- ‘Van Kerk naar zuil : de ontwikkeling van het katholiek organisatiewezen in België in de 19e eeuw.” – J. Billiet (red.). Tussen bescherming en verovering. Sociologen en historici over zuilvorming. Leuven, 1988, 83-133.
- & J. Roegiers (red.). De Universiteit te Leuven (1425-1985). Leuven, 1986; Leuven University, 1425-1985. Leuven, 1990.
- (red.). Een kantelend tijdperk. Une époque en mutation. De wending van de Kerk naar het volk in Noord-West-Europa. Le catholicisme social dans le Nord-Ouest de l'Europe (1890-1910). Leuven, 1992.
- & J.C.H. Blom (red.). Geschiedenis van de Nederlanden. Rijswijk, 1993, 4e ed. Amsterdam, 2014; History of the Low Countries, New York-Oxford, 1999.
- (red.). Christian Democracy in the European Union (1945-1995). Leuven, 1997.
- (red.). The Black International. L’Internationale noire (1870-1878). The Holy See and Militant Catholicism in Europe (1870-1878). Le Saint-Siège et le Catholicisme militant en Europe. Leuven, 2002.
- ‘La démocratie chrétienne en Belgique et aux Pays-Bas (19e-20e siècles)’. – G. Buchstab & R. Uertz (red.) Christliche Demokratie im zusammenwachsenden Europa. Entwicklungen, Programmatik, Perspektiven. Freiburg, 2004, 140-166.
- ‘Liberal State and Confessional Accommodation. The Southern Netherlands/Belgium’. – J. van Eijnatten & N. Yates (eds.), The Dynamics of Religious Reform in Church, State and Society in Northern Europe, 1780-1920). Dl. I: Keith Robbins (red.). Political and Legal Perspectives, Leuven, 2010, 99-116.
- ‘Les catholiques libéraux en Belgique à l’époque contemporaine’. – J. Prévotat & J. Vavasseur-Desperriers (red.). Les ‘chrétiens modérés’ en France et en Europe (1870-1960), Parijs-Rijsel, 2013, 117-131.
- Het gevecht met Leviathan. Een verhaal over de politieke ordening in Europa (1815-1965). Amsterdam, 2011; La lotta con il Leviatano. Percorsi di un ordine politico conservatore in Europa (1815-1965). Soveria Manelli, 2016; The Struggle with Leviathan. Social Responses to the Omnipotence of the State (1815-1965). Leuven, 2016; Les catholiques et l’État. Un tableau européen (1815-1965). Parijs, 2018.

- Bibliothèque nationale de France: cb12030468s (data)
- Gemeinsame Normdatei: 151994676
- International Standard Name Identifier: 0000 0001 0874 5304
- Library of Congress Control Number: n82238623
- Nationale Bibliotheek van Tsjechië: xx0201179
- Nationale Bibliotheek van Israël: 987007421607205171
- Nederlandse Thesaurus van Auteursnamen: 069413053
- Istituto Centrale per il Catalogo Unico: TSAV429951
- Système universitaire de documentation: 028476751
- Virtual International Authority File: 17238280
- WorldCat: E39PBJgXfXdKqrHyqvHyp6BF8C